# Scharnhorst (Basse-Saxe)
Pour les articles homonymes, voir Scharnhorst.
Scharnhorst est une commune de l'arrondissement de Celle (Land de Basse-Saxe, Allemagne).

## Géographie
La commune se situe au nord de Celle. Elle regroupe les quartiers de Marwede, Scharnhorst, Endeholz, Kragen.

## Histoire
La première mention écrite de Scharnhorst date de 1435.
Elle est victime d'un incendie le 7 octobre 1820.
Dans Marwede, sur le Lutter (de), il y a un ancien moulin à eau datant de 1438 qui est classé monument historique.

## Personnalités liées à la commune
- Wilhelm Brese (de) (1896-1994), homme politique allemand, membre du Bundestag, maire de Marwede avant le regroupement avec Scharnhorst.
- Lothar Matthes (1947-), plongeur allemand de la RDA, né à Kragen.

## Source, notes et références
- (de) Cet article est partiellement ou en totalité issu de l’article de Wikipédia en allemand intitulé « Scharnhorst (Landkreis Celle) » (voir la liste des auteurs).